# Epaphrodita lobivertex
Epaphrodita lobivertex är en bönsyrseart som beskrevs av Atilio Lombardo och Perez-gelabert 2004. Epaphrodita lobivertex ingår i släktet Epaphrodita och familjen Hymenopodidae. Inga underarter finns listade i Catalogue of Life.